# Aristolochia olivieri
Aristolochia olivieri là một loài thực vật có hoa trong họ Aristolochiaceae. Loài này được Colleg. ex Boiss. mô tả khoa học đầu tiên năm 1844.